# Васильки (Лихославльский район)
Васильки — деревня в Лихославльском районе Тверской области.

## География
Находится в центральной части Тверской области на расстоянии приблизительно 34 км на север-северо-восток по прямой от районного центра города Лихославль на левом берегу Медведицы.

## История
Известна с 1495 года как пустошь Васильково. В начале 17 века пустошь Васильково стала местом расселения карел. Теперь её называли Васильки. В 1859 году здесь было учтено 39 дворов, в 1887 — 57, в 1941 — 55, в 1950 — 79. В советское время работал колхоз «Карельская правда». До 2021 деревня входила в Толмачёвское сельское поселение (Тверская область) Лихославльского района до его упразднения.

## Население
Численность населения: 250 человек (1859 год), 280 (1887), 483 (1907), 244 (1941), 60 (русские 28 %, карелы 62 %) в 2002 году, 24 в 2010.